# Hipacy (imię)
Hipacy, Hipacjusz – imię męskie pochodzenia greckiego. Pochodzi od słowa hypatos oznaczającego „władca”. Wśród patronów – św. Hipacy, pustelnik z V wieku. Użycia Hipacy są z reguły starsze od tych z formą Hipacjusz. Imię w Polsce bardzo rzadko używane, być może pod wpływem ruskim. W martyrologium rzymskim jest pięciu świętych o tym imieniu.
W innych językach:
- łacina – Hypatius
- francuski – Hypace.

Hipacy/Hipacjusz imieniny obchodzi 17 czerwca i 14 listopada.

## Osoby noszące imię Hipacy
- Hipacy z Paflagonii – biskup, święty katolicki (wspomnienie 14 listopada)
- Hipacy Pociej – polemista religijny XVI/XVII wieku, humanista, kasztelan brzeski (1588–1593), unicki metropolita kijowski (1599–1613).